# Тхам, Патрик (режиссёр)
Па́трик Тхам (иер. 譚家明, кант.-рус. Тхам Ками́н, кит.-рус. Тань Цзями́н; англ. Patrick Tam; род. 25 марта 1948, Британский Гонконг) — гонконгский кинорежиссёр, монтажёр и сценарист. Один из представителей Гонконгской новой волны.  Лауреат премии «Золотая лошадь» и Гонконгской кинопремии. Ментор режиссёра Вонг Карвая.

## Биография
Родился в Британском Гонконге. Увлёкся кинематографом в раннем возрасте. В молодости писал рецензии на фильмы. В 1967 году стал сотрудником телекомпании TBV. Начинал с небольших должностей, например был менеджером по площадке. Затем его заметил один из руководителей TBV Кам Квоклён, который включил Тхама в команду, создававшую фильмы и телесериалы. В 1977 году покинул TBV.
В 1980 году состоялся его режиссёрский дебют с фильмом «Меч», снятым компанией Golden Harvest. В следующем году вышел его фильм «Любовная резня», одну из ролей в котором сыграла Бриджитт Линь. В 1982 году Тхам срежиссировал картину «Странник», относящуюся кинокритиками к Гонконгской новой волне.
В 1990 году Тхам переехал на Тайвань, где работал режиссёром рекламных роликов. В том же году вместе с Хай Китваем выступил в качестве монтажёра фильма Вонг Карвая «Дикие дни». За что Тхам и Хай в 1991 году удостоились премии «Золотая лошадь» в номинации «лучший монтаж». В 1994 году Тхам вновь сотрудничал с Вонг Карваем, смонтировав его фильм «Прах времён». Благодаря чему во второй раз стал лауреатом Золотой лошади в номинации за лучший монтаж.
В 1996 году переехал в Малайзию для развития карьеры сценариста. В 2000 году его пригласили преподавать в Школу креативных медиа при Городском университете Гонконга, где Тхам читал лекции о написании сценариев и кинопроизводстве.
Тхам брал 19-летний перерыв в режиссуре фильмов: в 1989 году он снял «Моё сердце это та вечная роза», а следующим его фильмом стал «Отец и сын» 2006 года. Картина «Отец и сын» победила в пяти номинациях Гонконгской кинопремии — лучший фильм, лучшая режиссура, лучший сценарий, лучший актёр второго плана и лучший новый исполнитель. Помимо этого фильм победил в различных номинациях на Международном кинофестивале в Токио и премии Золотая лошадь.

## Фильмография
- «Меч» (1980) — режиссёр, сценарист.
- «Любовная резня» (1981) — режиссёр.
- «Странник» (1982) — режиссёр, сценарист.
- «Чери» (1984) — режиссёр, сценарист.
- «Последняя победа» (1987) — режиссёр.
- «Горящий снег» (1988) — режиссёр, монтажёр, главный художник.
- «Моё сердце это та вечная роза» (1989) — режиссёр.
- «Дикие дни» (1990) — монтажёр.
- «Прах времён» (1994) — монтажёр.
- «Dare Ya!» (2002) — монтажёр.
- «Выборы» (2005) — монтажёр.
- «Отец и сын» (2006) — режиссёр, монтажёр, сценарист.
- «Этот демон внутри» (2014) — монтажёр.
- «Септет: История Гонконга» (2020) — режиссёр, сценарист, монтажёр.